# Kia K5
Kia K5 – samochód osobowy klasy średniej produkowany pod południowokoreańską marką Kia od 2010 roku. Od 2019 roku produkowana jest trzecia generacja modelu.

## Pierwsza generacja

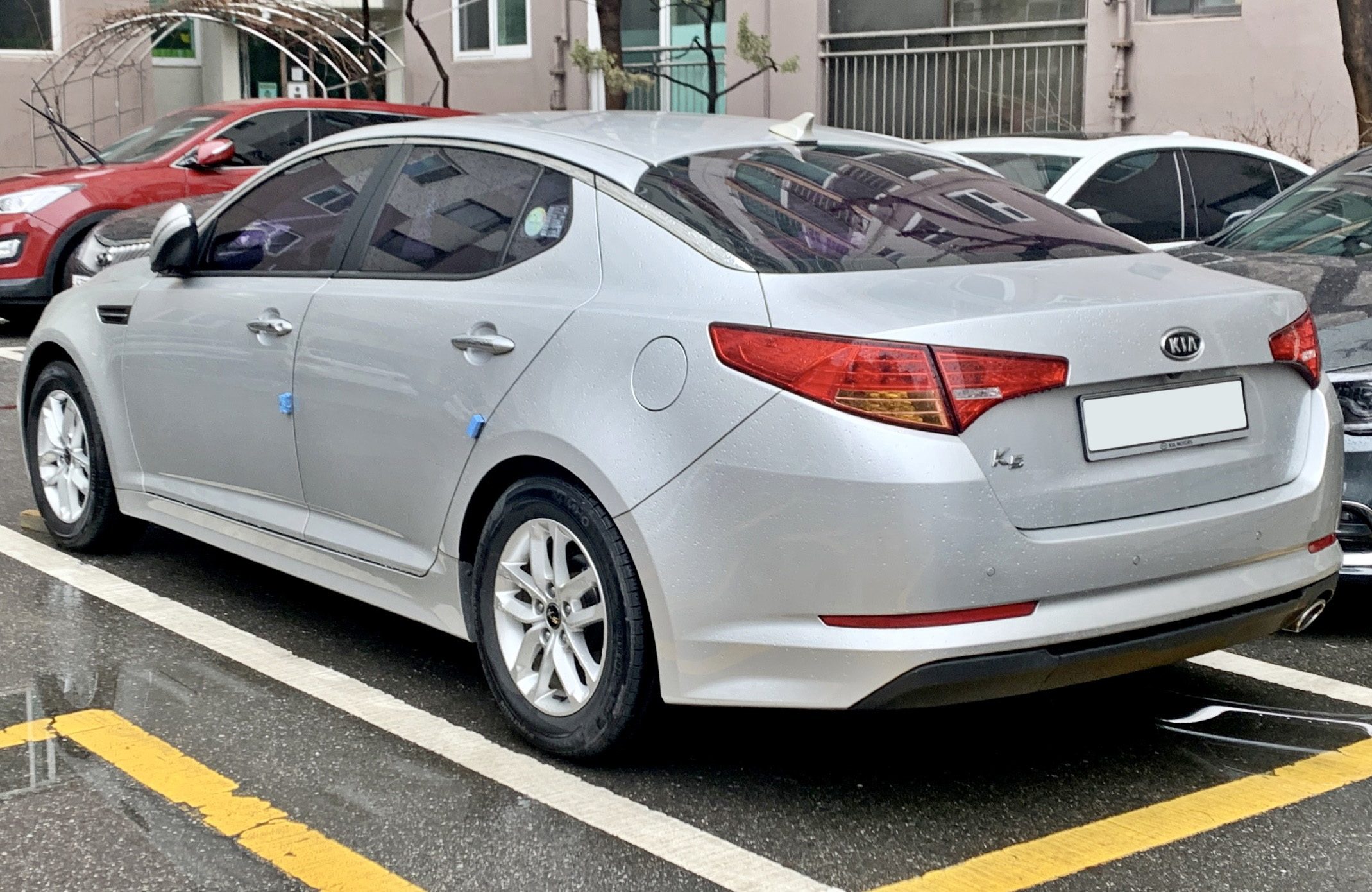
Kia K5 I – tył

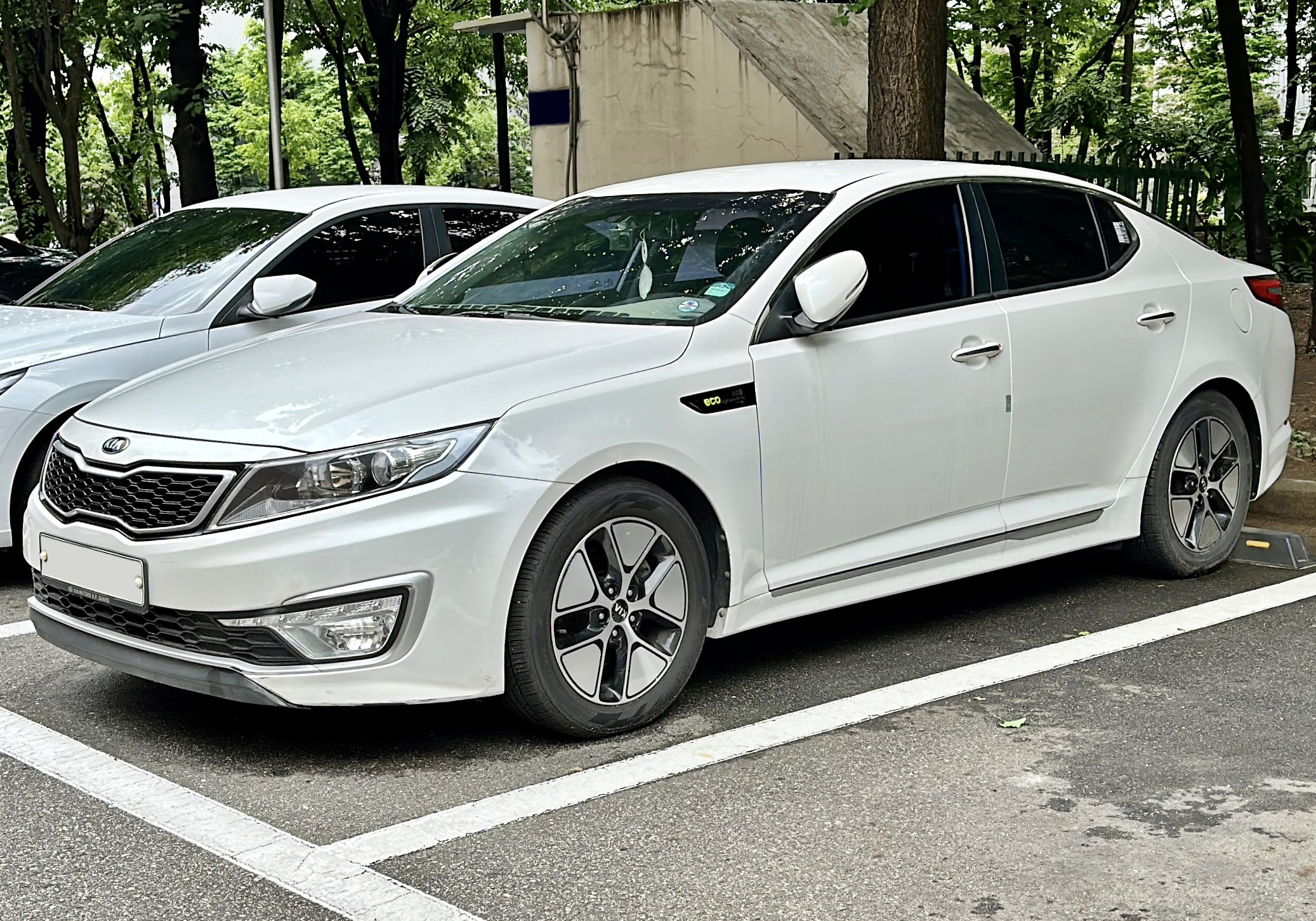
Kia K5 I Hybrid

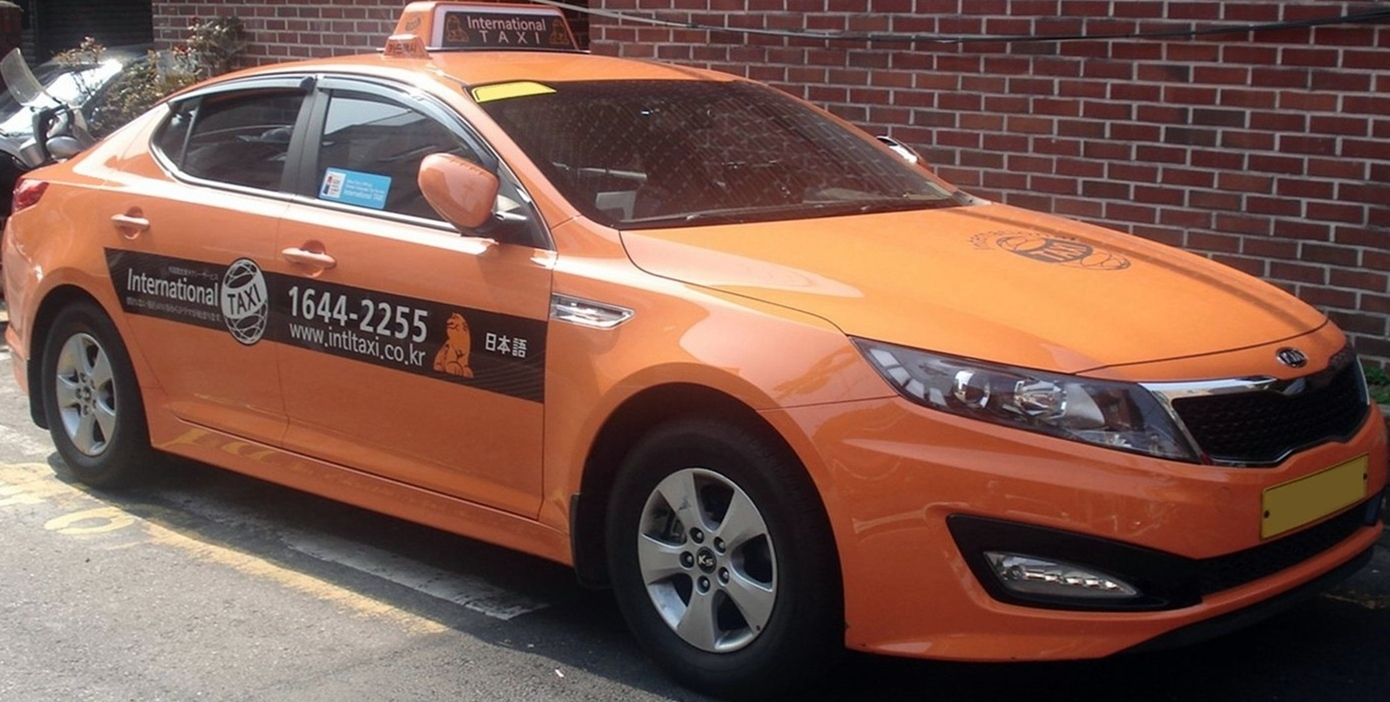
Kia K5 I Taxi

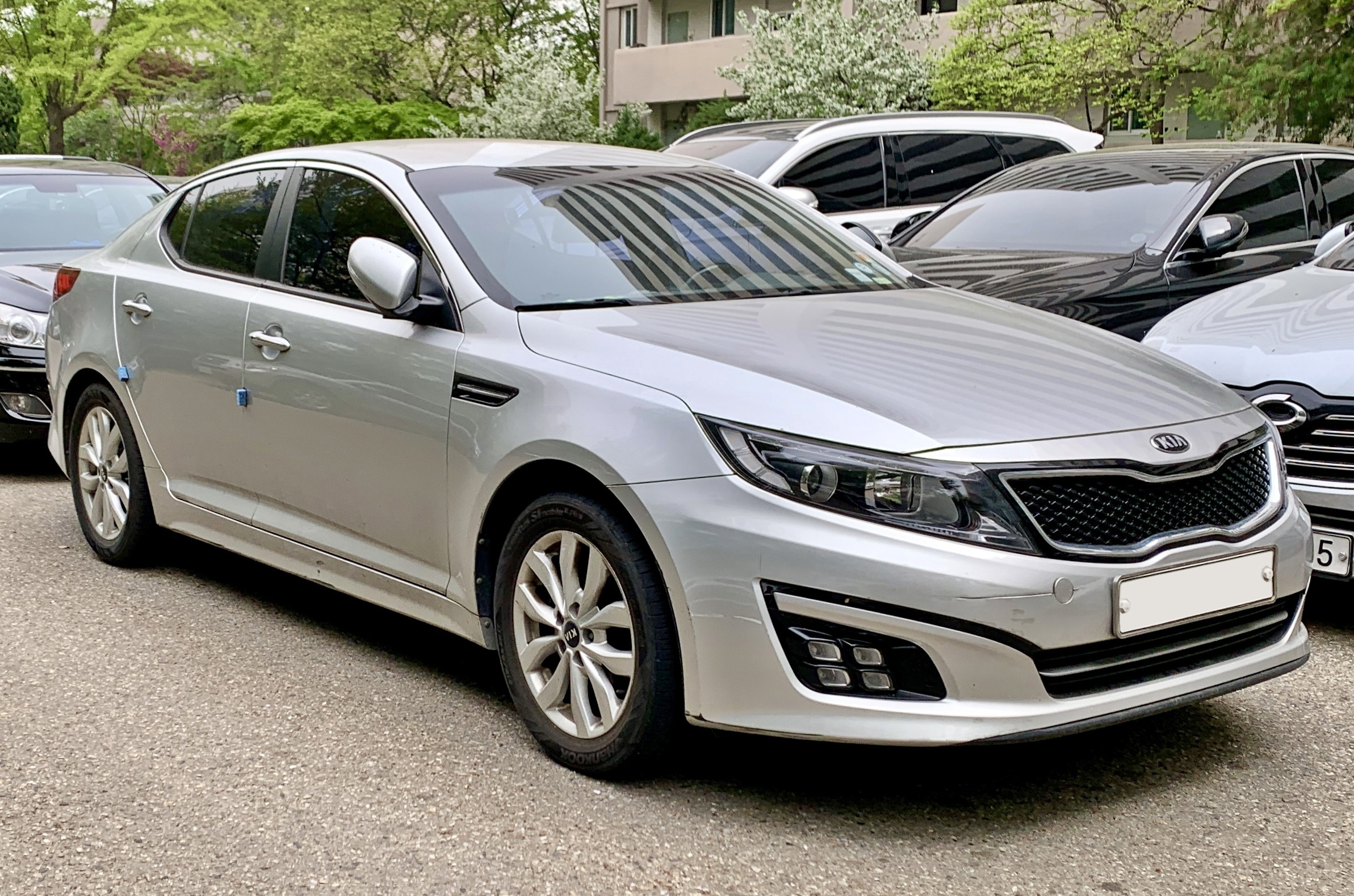
Kia K5 I po liftingu

Kia K5 I została zaprezentowana po raz pierwszy w 2010 roku.
Projektując nową generację średniej wielkości modelu Kii, producent zmienił politykę nazewniczą nie tylko wobec takich rynków jak Europa, Rosja czy Kanada, ale także wobec wewnętrznej Korei Południowej oraz pobliskich Chin.
Podobnie jak globalny wariant, także i Kia K5 pierwszej generacji powstała w oparciu o wspólną platformę razem z pokrewnym modelem Hyundai Sonata, charakteryzując się bardziej awangardową stylizacją opracowaną w kooperacji europejskiego i amerykańskiego studia projektowego. Samochód zyskał charakterystyczną stylizację z agresywnie ukształtowanymi reflektorami i ściętymi lampami tylnymi, a także łagodnie opadającą linią dachu.

### Lifting
Wzorem rynków globalnych, Kia K5 pierwszej generacji w czerwcu 2013 roku przeszła restylizację nadwozia. Pojawiły się przemodelowane zderzaki, a także nowe wkłady reflektorów wykonane w technologii LED. Tylne lampy zyskały bardziej obłe klosze na od strony bagażnika, z kolei w kabinie pasażerskiej znalazł się m.in. większy ekran systemu multimedialnego i nowe koło kierownicy.

### Sprzedaż
Kia K5 pierwszej generacji pod taką nazwą była oferowana wyłącznie w na wewnętrznym rynku Korei Południowej, a także w Chinach, gdzie produkowano ją lokalnie w zakładach Dongfeng Yueda Kia w Yancheng. Na pozostałych rynkach globalnych jak Stany Zjednoczone, Europa, Rosja, Ameryka Południowa czy Australia pojazd nosił nazwę Kia Optima'.
Na rodzimym rynku Kia K5 pierwszej generacji zdobyła dużą popularność, już 3 miesiące po debiucie w lipcu 2010 roku znajdując więcej nabywców od najlepiej sprzedającego się w segmencie dotychczas Hyundaia Sonaty.

### Silniki
- R4 2.0l MPI
- R4 2.0l T-GDI
- R4 2.4l MPI
- R4 2.4l GDI
- R4 1.7l CRDI
- R4 2.0 LPI

## Druga generacja

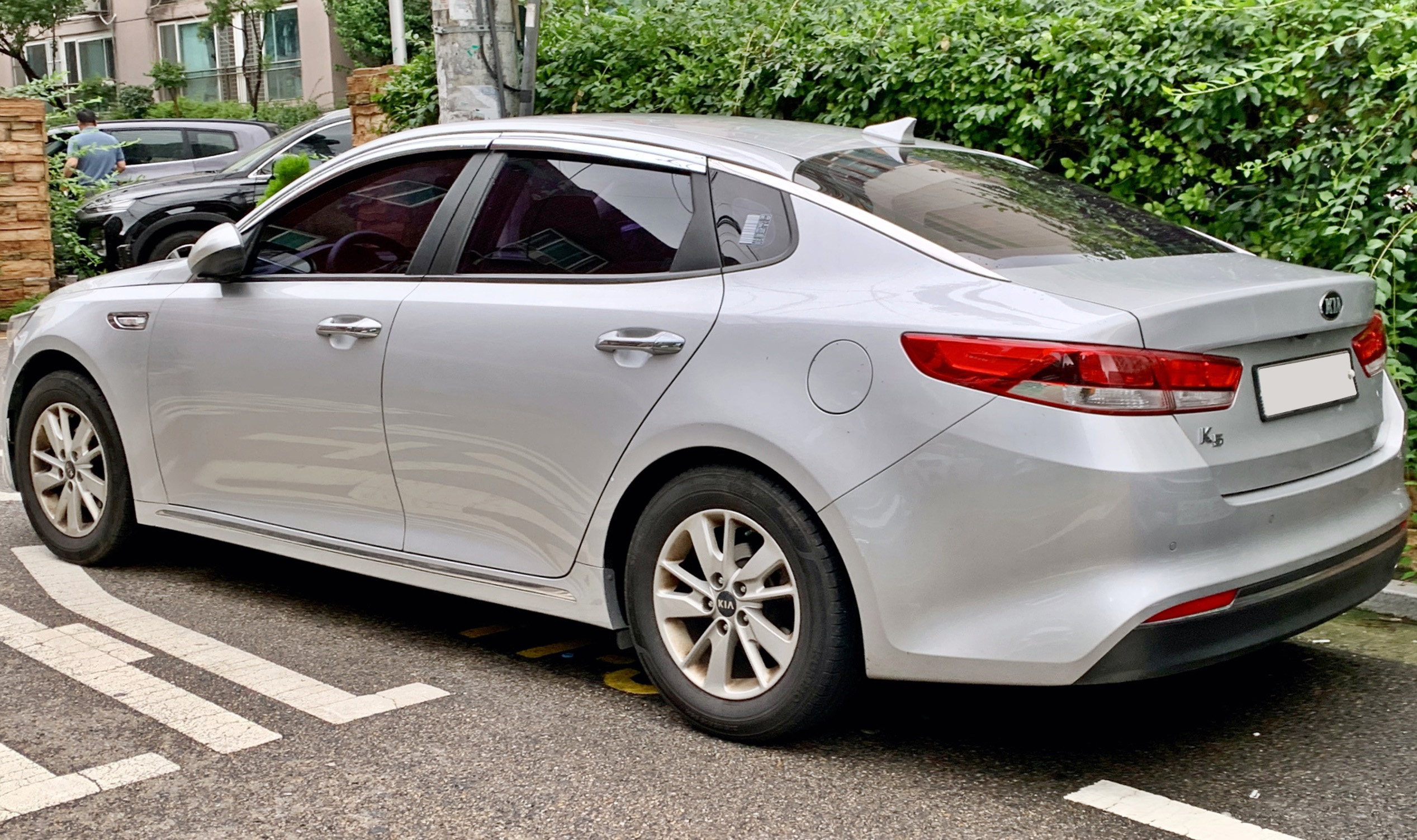
Kia K5 II – tył

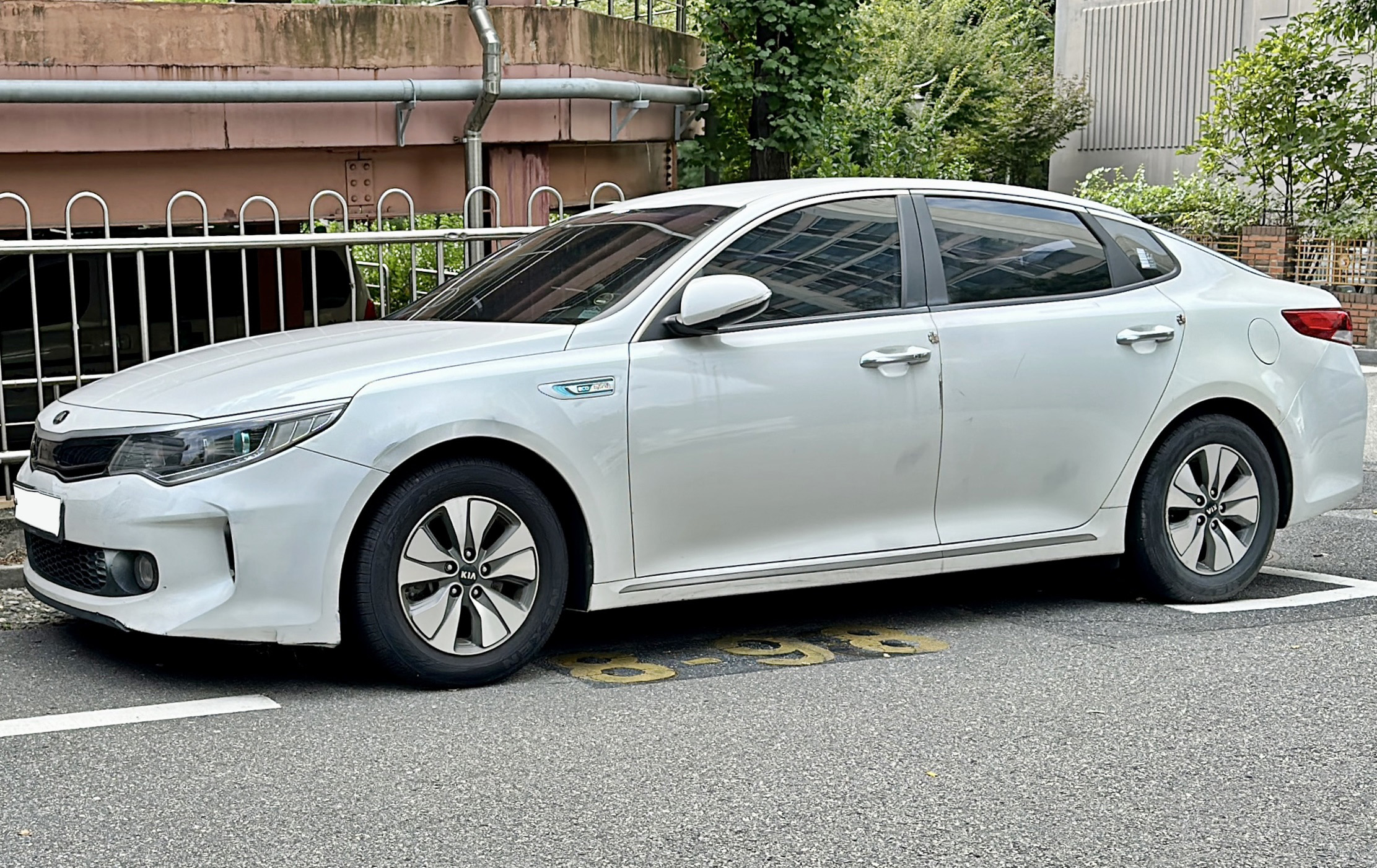
Kia K5 II Hybrid

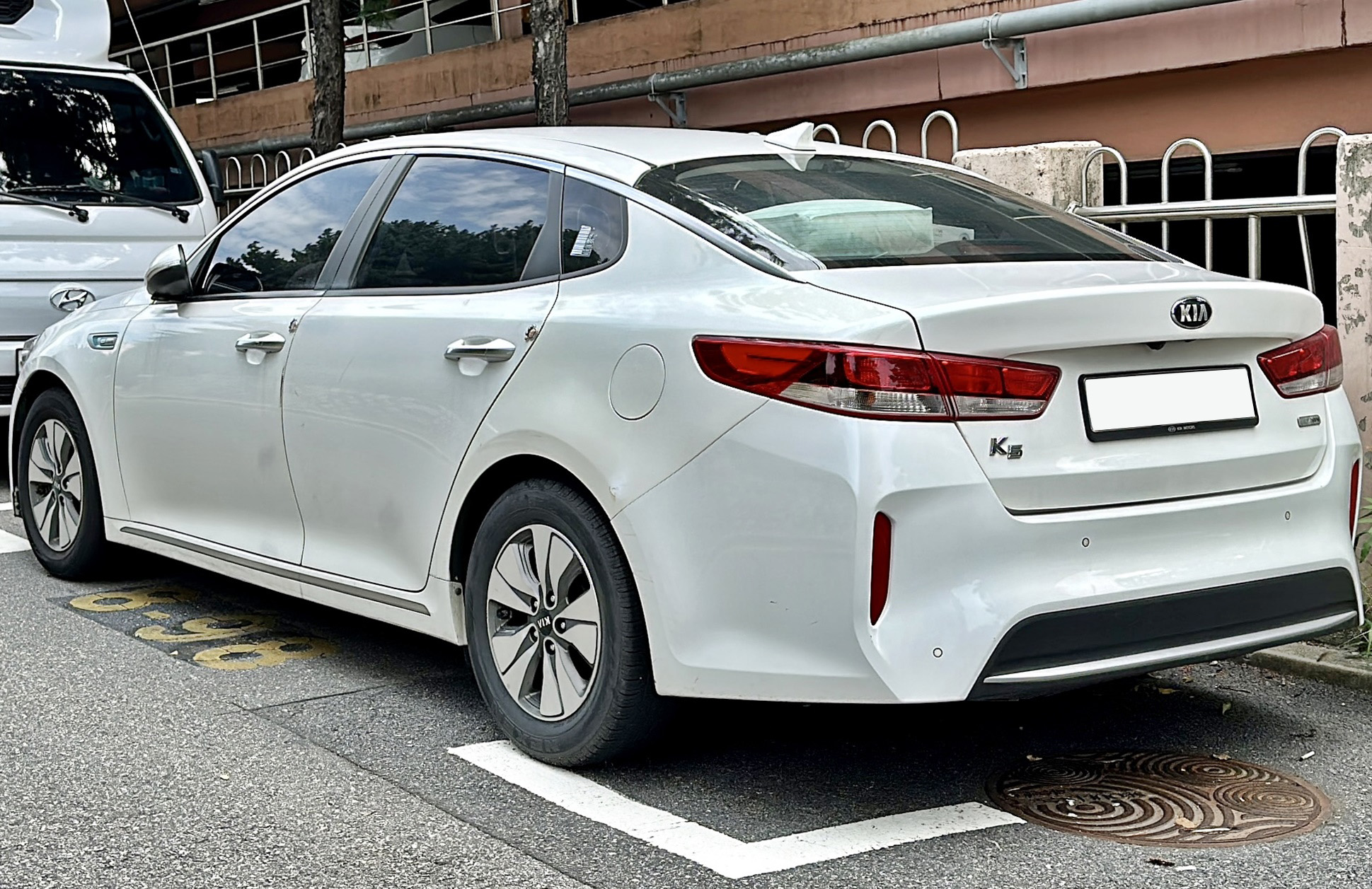
Kia K5 II Hybrid - tył

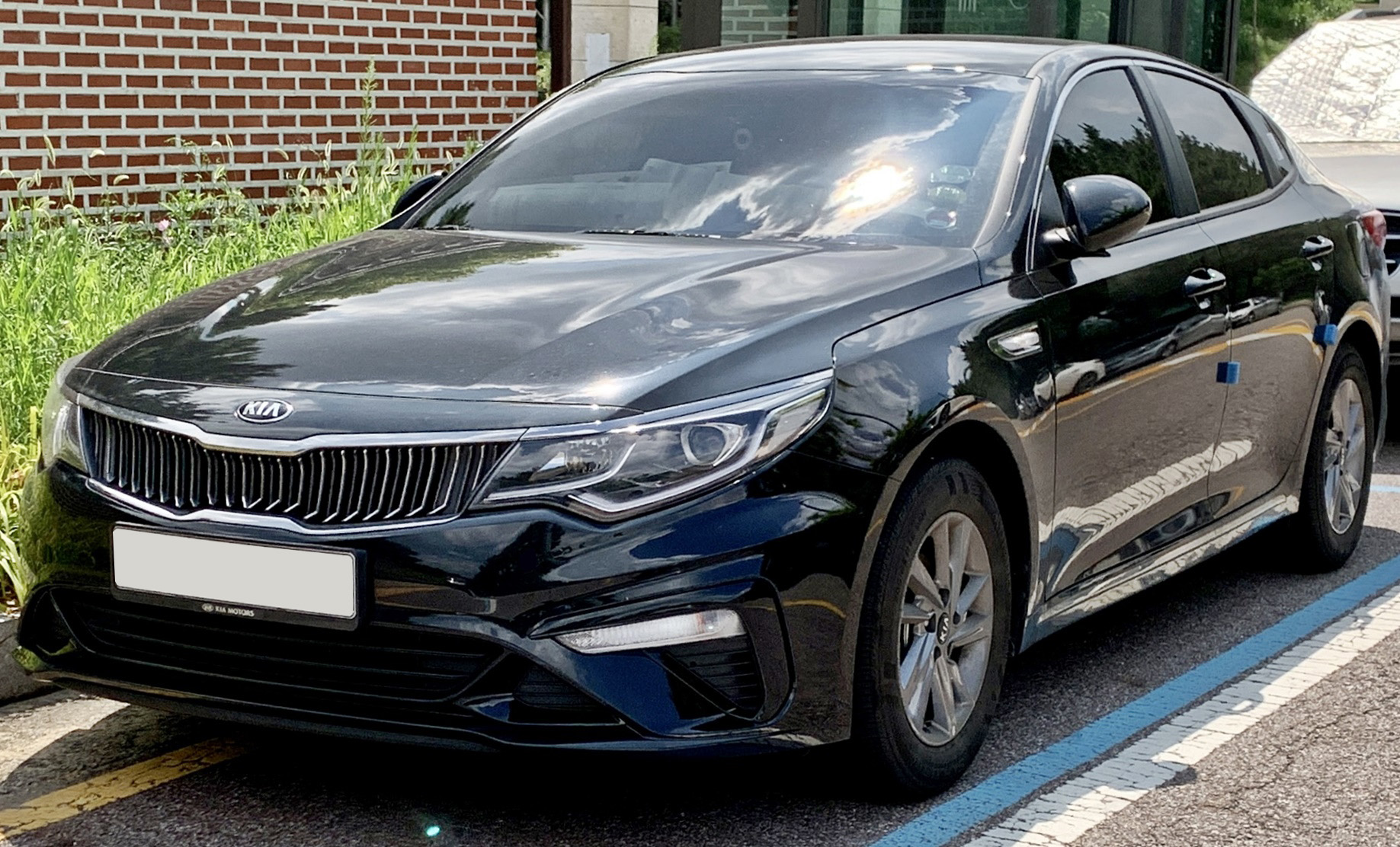
Kia K5 II po liftingu

Kia K5 II została zaprezentowana po raz pierwszy w 2015 roku.
Wobec drugiej generacji K5, Kia zdecydowała się rozwinąc koncepcję poprzednika. Pojazd w pierwszej kolejności, na 3 miesiące przed rynkami globalnymi, miał swoją premierę na wewnętrznym rynku południowokoreańskim. Samochód stał się przestronniejszy i większy od poprzednika, zyskując więcej chromowanych akcentów, niżej osadzoną atrapę chłodnicy i charakterystyczne trzecie okienko za tylnymi drzwiami.
Kia K5 drugiej generacji była pierwszym samochodem w Korei Południowej, który zaoferował bezprzewodową ładowarkę do smartfonów umieszczoną w dolnej części konsoli centralnej na wysokości dźwigni zmiany biegów.
Pół roku po debiucie, Kia K5 drugiej generacji zadebiutowała na rodzimym rynku także w spalinowo-elektrycznym wariancie K5 Hybrid. Łączyła ona 2-litrowy silnik GDI o mocy 156 KM z 52-konnym silnikiem elektrycznym we współpracy z sześciobiegową, dwusprzęgłową automatyczną skrzynią biegów.

### Lifting
Zrestylizowana Kia K5 drugiej generacji, na kilka miesięcy przed rynkami globalnymi, zadebiutowała jako pierwsza w styczniu 2018 roku. Samochód przeszedł zmiany w układzie diod w reflektorach, zyskał także gruntownie przeprojektowane zderzaki oraz większy ekran systemu multimedialnego we wnętrzu.

### Sprzedaż
Wzorem pierwszej generacji, Kia K5 II oferowana była pod tą nazwą zarówno na wewnętrznym rynku południowokoreańskim, jak i w niedalekich Chinach. Produkcją pojazdu ponownie zajęły się tamtejsze zakłady joint-venture Dongfeng Yueda Kia.
W pozostałych rynkach zbytu, jak Europa, Ameryka Południowa, Rosja, Ameryka Północna czy Australia i Nowa Zelandia samochód pełnił funkcję kolejnej generacji linii modelowej Kia Optima.

### Silniki
- R4 1.6l T-GDI
- R4 2.0l GDI
- R4 2.0l MPI
- R4 2.0l T-GDI
- R4 2.4l GDI
- R4 1.6l CRDI
- R4 1.7l CRDI

## Trzecia generacja

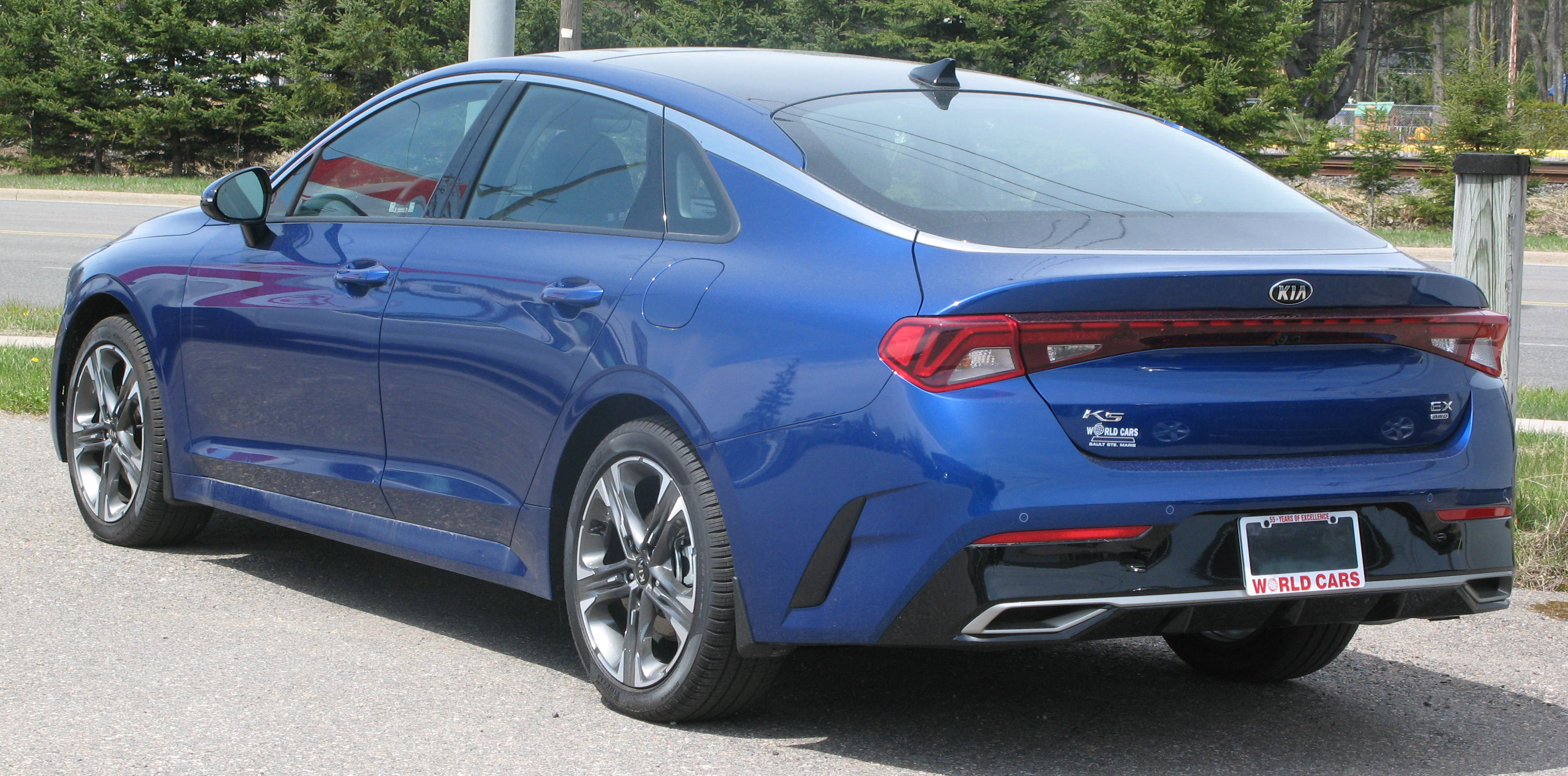
Kia K5 III

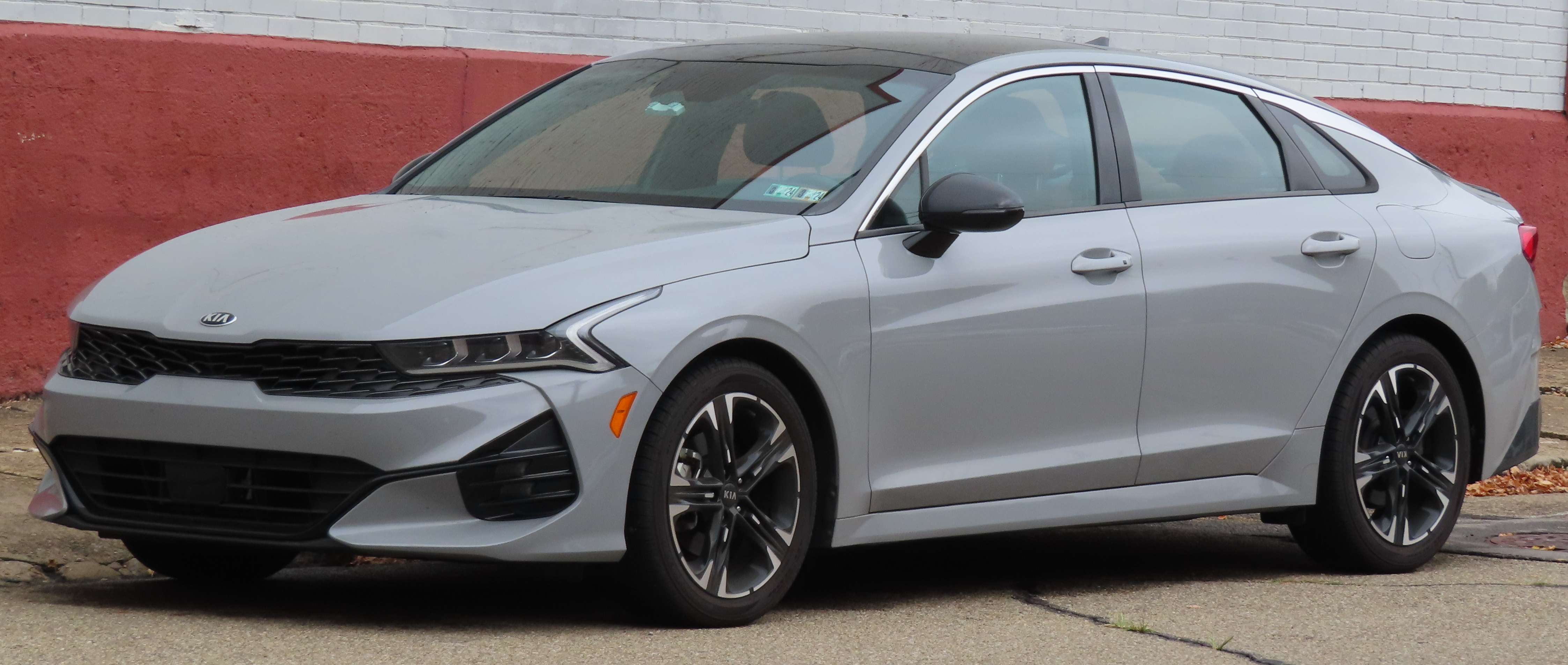
Kia K5 III GT-Line

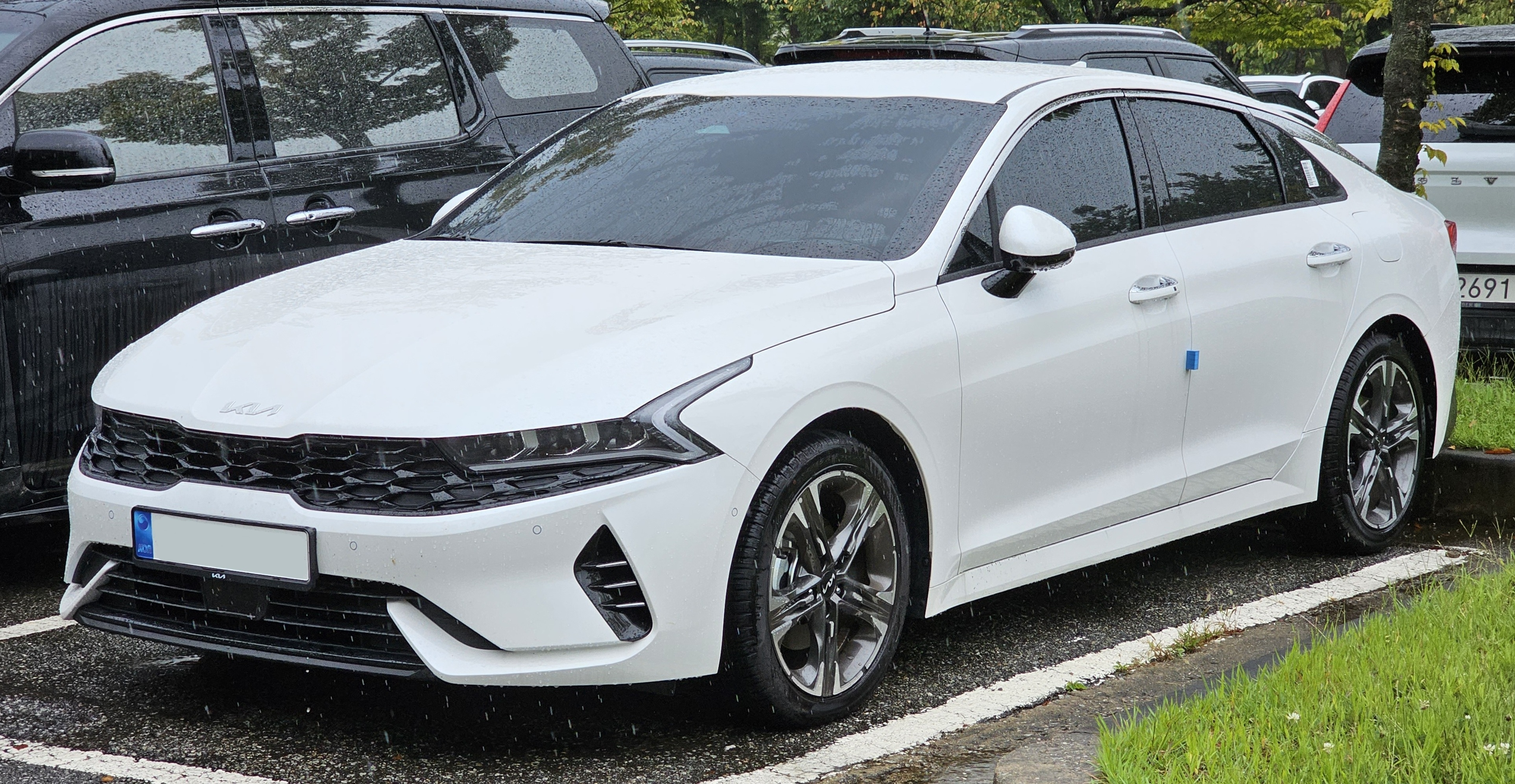
Kia K5 III Hybrid

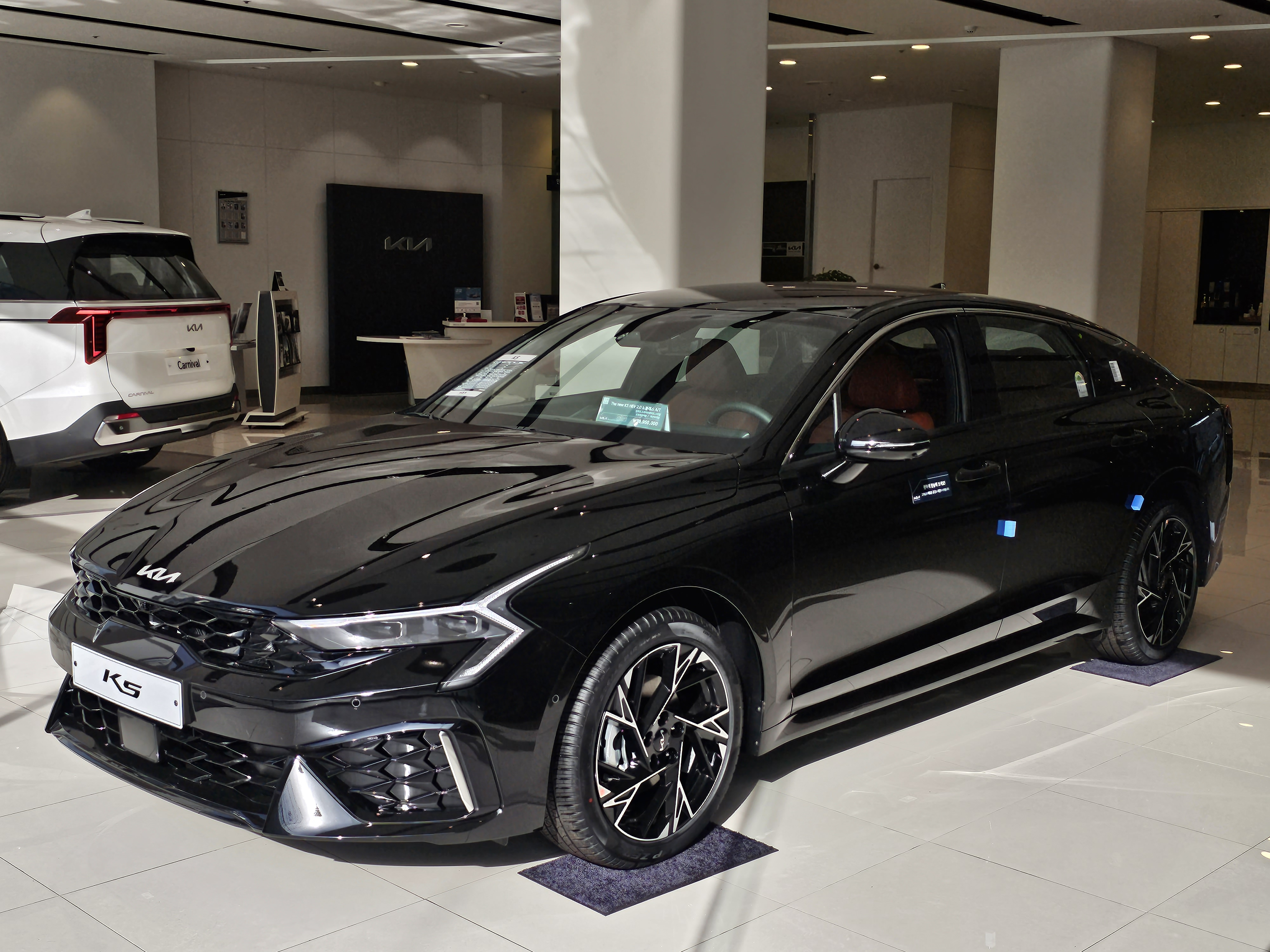
Kia K5 III po liftingu

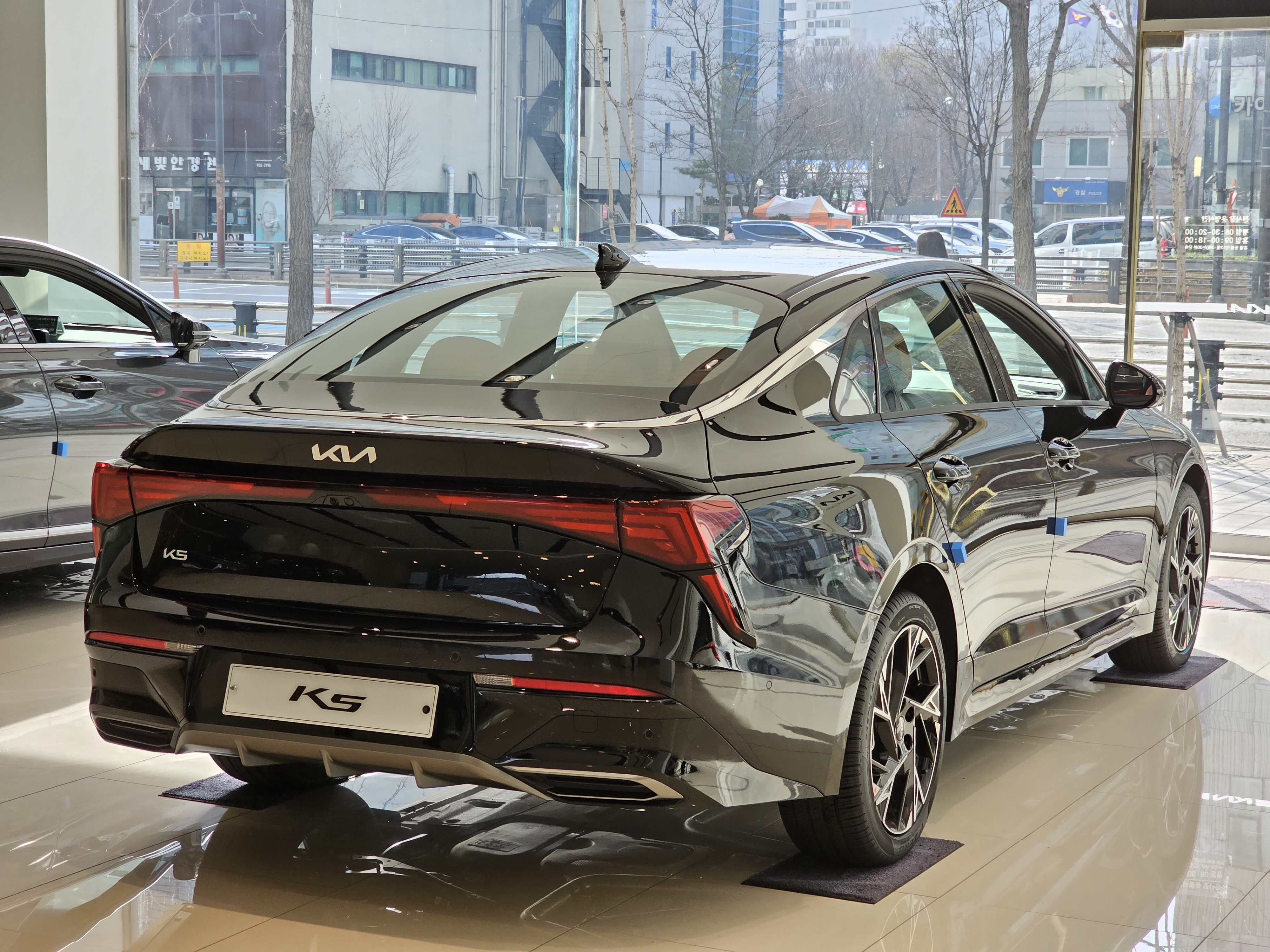
Kia K5 III - tył po liftingu

Kia K5 III została zaprezentowana po raz pierwszy w 2019 roku.
Trzecia generacja K5 przeszła obszerną metamorfozę w stosunku do poprzednika, realizując nowy język stylistyczny Kii oparty na awangardowych detalach i płynnie poprowadzonej, łagodnie opadającej linii dachu z optycznie skróconym tylnym zwisem w stylu nadwozi typu fastback. Nadwozie stało się niższe i dłuższe, a także przestronniejsze.
Szpiczasty przód zyskał wąską atrapę chłodnicy połączoną z agresywnie ukształtowanymi reflektorami otoczonymi przez nieregularnie ukształtowany, wąski pas diod LED ze zintegrowanymi kierunkowskazami.
Kabina pasażerska przeszła ewolucyjny zakres zmian w stosunku do poprzednika, zyskując mniej zabudowany i większy wyświetlacz systemu multimedialnego o przekątnej 10,3-cala. Płynnie połączono go z zestawem cyfrowych wskaźników, który obudowano plastikiem fortepianowym.

### Lifting
W październiku 2023 Kia K5 trzeciej generacji przeszła obszerną modernizację. Pas przedni zyskał przeprojektowany układ reflektorów, gdzie nietypowy układ diod LED zyskał dodatkową, dolną lotkę. Zmieniono stylizację wlotów powietrza w zderzaku, a także powiększono osłonę chłodnicy. Tylną część nadwozia przyozdobił nowy układ oświeltenia, gdzie dotychczasowy pas świetlny zastąpiły rozdzielone w środku dwa wąskie segmenty z dodatkowymi, zachodzącymi na zderzak detalami. Przeprojektowano kokpit, gdzie zrezygnowano z dotychczasowych klasycznych zegarów i odrębnego ekranu dotykowego na rzecz zintegrowanej, zakrzywionej tafli skrywającej cyfrowe zegary i większy ekran multimedialny obsługujący nowy system. Zastosowano także nowy pół-cyfrowy panel klimatyzacji, a także nowy selektor automatycznej skrzyni biegów.

### Sprzedaż
Wobec nowej generacji swojego modelu klasy średniej, Kia zastosowała nową politykę dotyczącą nazewnictwa, jak i zasięgu rynkowego. Po raz pierwszy samochód we wszystkich krajach, gdzie przewidziano jego sprzedaż, przyjął jednolitą nazwę Kia K5, wycofując z użytku emblemat Optima po 20 latach użytkowania.
Poza dotychczasową Koreą Południową i Chinami, nazwa K5 w połowie 2020 roku pojawiła się także w portfolio Kii w Stanach Zjednoczonych, Kanadzie i Meksyku, a także w Rosji i Kazachstanie, zastępując dotychczasową Optimę.
Producent nie wprowadził Kii K5 do sprzedaży w Europie i Australii z powodu stale malejącego popytu na samochody średniej wielkości, pozostawiając tam czwartą generację Optimy bez następcy. W ten sposób, po raz pierwszy od czasu debiutu modelu Clarus/Credos w 1995 roku Kia wycofała się w tych regionach z klasy średniej.

### Silniki
Benzynowe:
- R4 1.6l T-GDI 168 KM
- R4 2.0l MPI 158 KM
- R4 2.5l GDI 191 KM
- R4 2.5l T-GDI 286 KM

Hybrydowe:
- R4 2.0l HEV 192 KM

LPG:
- R4 2.0l LPI 144 KM